# Eva Olsson (scientifique)
Pour les articles homonymes, voir Olsson.
Eva Olsson, née le 12 octobre 1960, est une physicienne suédoise, professeure à l'université de technologie de Chalmers. Elle est membre de l'Académie royale des sciences de Suède et fait partie du comité de sélection du prix Nobel de physique.

## Biographie

### Jeunesse - Formation
Eva Olsson était étudiante de premier cycle à Göteborg, à l'université de technologie de Chalmers, où elle s'est spécialisée en ingénierie physique. Elle travaille sur des fours à miroir (en) pour son diplôme de premier cycle. Après avoir obtenu son diplôme, elle reste à Chalmers et entame un projet de recherche doctorale portant sur l'étude des structures interfaciales des matériaux de varistance à l'oxyde de zinc. Elle part aux États-Unis comme chercheuse avec David R. Clarke (en) chez IBM. Elle retourne à l'université de technologie de Chalmers en 1991, où elle obtient finalement son diplôme de docteur.

## Carrière et recherches
Eva Olsson est nommée professeur associé à l'université de Chalmers en 1996. Un an plus tard, elle est nommée professeur à l'université d'Uppsala, où elle a travaillé pendant quatre ans avant de revenir à Chalmers en tant que professeur titulaire.
Eva Olsson développe de nouvelles techniques de caractérisation des matériaux. Elle s'intéresse principalement aux matériaux destinés aux technologies émergentes, notamment la catalyse, les dispositifs photovoltaïques et quantiques. Elle travaille en particulier avec la microscopie électronique. En 2013, Eva Olsson reçoit 33 millions de couronnes suédoises de la Fondation Knut et Alice Wallenberg, avec laquelle elle développe la microscopie douce, qui consiste à développer des moyens d'utiliser les microscopes électroniques pour étudier les matériaux mous et semi-durs, créant ainsi de nouvelles voies pour les avancées en science des matériaux.
En caractérisant l'or à l'aide d'un microscope électronique, au plus haut niveau de grossissement, on a découvert qu'ils pouvaient forcer l'or à fondre à température ambiante. La découverte initiale est faite par Ludvig de Knoop, qui est chercheur dans son groupe. Il remarque que la surface de l'or perd ses liaisons sous le bombardement d'électrons à l'intérieur d'un microscope électronique. Knoop et Olsson sont parmi ceux qui rédigent l'article pour la revue Physical Review Materials en 2018. Eva Olsson voit des applications de ce phénomène pour les capteurs et les transistors. En 2018, elle reçoit 25 millions de couronnes suédoises supplémentaires pour étudier le couplage plasmon-exciton.
Eva Olsson est membre du comité de sélection du prix Nobel de physique. Lorsque des hommes ont remporté tous les prix Nobel scientifiques en 2021, Olsson déclare : « Nous voulons que davantage de femmes soient nommées ».

## Publications (sélection)
- (en) T Klaus, R Joerger, Eva Olsson et C G Granqvist, « Silver-based crystalline nanoparticles, microbially fabricated », Proceedings of the National Academy of Sciences of the United States of America, vol. 96, no 24,‎ 1er novembre 1999, p. 13611–13614 (ISSN 0027-8424, DOI 10.1073/pnas.96.24.13611).
- (en) T Klaus-Joerger et C G Granqvist, « Bacteria as workers in the living factory: metal-accumulating bacteria and their potential for materials science », Trends in Biotechnology, vol. 19, no 1,‎ 1er janvier 2001, p. 15-20 (ISSN 0167-7799, DOI 10.1016/S0167-7799(00)01514-6).